# Gulbuddin Hekmatyar

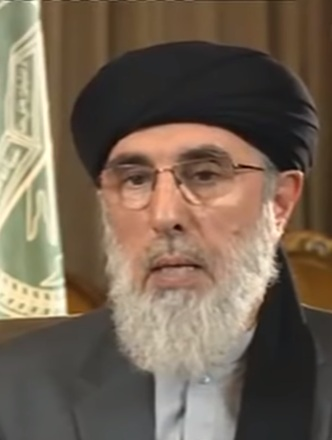
Gulbuddin Hekmatyar

Gulbuddin Hekmatyar (Pashto: ګلبدين حكمتيار; geboren 1 augustus 1949) is een Afghaanse politicus en voormalig leider van de moedjahedien. Hij is de oprichter en huidige leider van de politieke partij Hezb-e-Islami Gulbuddin, zo genoemd nadat Mohammad Yunus Khalis zich in 1979 afscheidde van Hezb-i Islami (HIA) en Hezb-i Islami Khalis oprichtte. In de jaren negentig was hij twee keer premier.
Gulbuddin Hekmatyar werd geboren in 1949 in Imam Saheb, provincie Kunduz, in het noorden van het toenmalige koninkrijk Afghanistan, als lid van de Kharoti-stam van de Ghilji Pashtun. Zijn vader, Ghulam Qader, die naar Kunduz migreerde, kwam oorspronkelijk uit de provincie Ghazni.
Hekmatyar sloot zich begin jaren zeventig als student aan bij de moslimjongerenorganisatie, waar hij bekend stond om zijn islamitisch radicalisme dat door een groot deel van de organisatie werd afgewezen. Hij bracht tijd door in Pakistan voordat hij terugkeerde naar Afghanistan, toen de Sovjet-Afghaanse oorlog in 1979 uitbrak, toen de CIA zijn snelgroeiende organisatie Hezb-e Islami begon te financieren via de Pakistaanse inlichtingendienst ISI, waarmee hij een van de grootste van de Afghaanse moedjahedien werd. Hij ontving naar verluidt meer CIA-financiering dan enige andere leider van de moedjahedien tijdens de Sovjet-Afghaanse oorlog. Toen islamitische rebellen fondsen wierven voor de strijd tegen de deer de Sovjet-Unie gesteunde regering van Nur Muhammad Taraki trad Hekmatyar in 1979 op de voorgrond na een breuk met Burhanuddin Rabbani naar aanleiding van een ruzie over de partijkas die uitliep op een bloedbad waarbij negen personen gedood werden. In maart 1980 brak hij met de andere verzetsgroepen die tegen de Afghaanse regering en de Russische troepen streden en die onderling steeds meer verdeeld zouden raken. Ze raakten ook met elkaar slaags op Pakistaans grondgebied.
Na de afzetting van de door de Sovjet-Unie gesteunde Afghaanse president Mohammed Nadjiboellah in 1992, weigerde Hekmatyar deel uit te maken van de nieuwe regering en raakte hij, samen met andere krijgsheren, betrokken bij de Afghaanse burgeroorlog, wat leidde tot de dood van ongeveer 50.000 burgers in Kabul alleen. Hekmatyar werd beschuldigd van het dragen van de meeste verantwoordelijkheid voor de raketaanvallen op de stad. Ondertussen werd Hekmatyar, als onderdeel van de inspanningen voor vrede en machtsdeling onder leiding van Ahmad Shah Massoud, premier van Afghanistan van 1993 tot 1994 en opnieuw kort in 1996, voordat de overname van Kabul door de Taliban hem dwong naar de Iraanse hoofdstad Teheran te vluchten.
Enige tijd na de verdrijving van de Taliban in 2001 keerde hij terug naar Pakistan, waar hij evenals eerder tegen de Russen ditmaal zijn paramilitaire troepen leidde in een vergeefse strijd tegen de regering van Hamid Karzai en de internationale coalitie in Afghanistan. In 2016 tekende hij een vredesakkoord met de Afghaanse regering en mocht hij na bijna 20 jaar ballingschap terugkeren naar Afghanistan.
Op 15-17 augustus 2021, na de val van Kabul, die de ineenstorting van de Islamitische Republiek Afghanistan betekende, ontmoette Hekmatyar zowel Hamid Karzai, voormalig president, als Abdullah Abdullah, voorzitter van de Hoge Raad voor Nationale Verzoening en voormalig Chief Executive of the Unity Government of the Islamic Republic of Afghanistan, in Doha om een nieuwe nationale regering te vormen.